# W.E.T.
W.E.T. é uma banda de hard rock que surgiu da visionária ideia de Serafino Perugino, presidente da Frontiers Records em 2008. Para tal, Serafino recrutou Jeff Scott Soto (Yngwie Malmsteen, Talisman, Axel Rudi Pell, Journey) e os músicos suecos Erik Martensson (Eclipse) e Rober Säll Work Of Art para dar início ao projeto que leva como nome a sigla formada pelas iniciais das respectivas bandas de seus integrantes (W, Work Of Art; E, Eclipse; T, Talisman).

## Histórico
Após serem contatados por Serafino, Robert e Erik prontamente iniciaram as composições para o primeiro álbum, contando também com a contribuição de Miqael Persson. Ao passo que as músicas eram compostas, eram enviadas para Jeff que em turnê de carreira solo, gravava os vocais no seu estúdio móvel durante os intervalos dos shows. O álbum auto-intitulado W.E.T., foi lançado em 2009 pela Frontiers e dispôs de dois outros membros da banda Eclipse, Magnus Henriksson (guitarras) e Robban Bäck (bateria) em seu lineup. Também Marcel Jacob (Yngwie Malmsteen, Talisman, Last Autumn's Dream) participou da gravação dos vídeos lançados juntamente com o álbum. Marcel morreu no mesmo ano do lançamento do álbum, sendo este sua última participação na música
Produzido por Erik Martensson, o primeiro álbum do W.E.T. foi extremamente bem recebido pelo público e críticos do gênero, rendendo inúmeras boas críticas..
Contudo, não houve uma turnê de divulgação logo após o lançamento e nem no ano seguinte já que o primeiro show previsto no Melodic Rock Fest 2 em 2010 teve que ser cancelado devido ao envolvimento de Jeff Scott Soto com a Trans-Siberian Orchestra. Um ano mais tarde, W.E.T. debutou nos palcos durante o segundo dia do Firefest 2011 em Nottingham (Reino Unido).
Devido à sempre lotada agenda de Jeff, um segundo show foi possível somente em 2013 por ocasião do lançamento do segundo álbum,  Rise Up. "W.E.T. in Concert" aconteceu em 17 de Janeiro no Debaser Slussen em Estocolmo, mais de um mês antes do lançamento do álbum em si.
Rise Up, também produzido por Erik, foi lançado em 22 de fevereiro de 2013 pela Frontiers e novamente contou com composição de Robert Säll, Erik Martensson, Miqael Persson e dessa vez, mais participativamente de Jeff Scott Soto. O álbum que novamente contou com Magnus Henriksson nas guitarras e Robban Bäch na bateria, é atualmente considerado um ícone do gênero e foi muito bem recebido tanto pelo público quanto por críticos, e introduziu W.E.T. a vários países que eram inscientes à sua existência, incluindo o Brasil onde também obteve boas críticas.
Mais entrosados como banda, os membros W.E.T. esforçaram-se em atender à demanda de shows à que eram convidados, como o de Parken Gäsle, dia 24 de Maio de 2013 e Metalsvenskan Festival dia 25 de Maio de 2013 na Suécia, Melodic Rock Festival 2013 em Chicago EUA, e Firefest X 2013 em Nottingham.
Atualmente a banda adiciona mais um lançamento no dia 21 de Fevereiro de 2014; o CD/DVD One Live In Stockholm gravado do show W.E.T. in Concert ocorrido em Janeiro de 2013.

## Integrantes
- Robert Säll - Teclados/Guitarra
- Erik Martensson - Guitarra base/Backing Vocals
- Jeff Scott Soto - Vocal
- Magnus Henriksson - Guitarra solo
- Robban Bäck - Bateria

### Músico contratado
- Andreas Passmark - Baixo

## Discografia
- W.E.T. (2009)
- Rise Up (2013)
- One Live In Stockholm (2014)
- Earthrage (2018)

## Singles e Outras Versões
- W.E.T. (2009) versão japonesa com a faixa Bônus "Comes Down Like Rain (Acoustic Version)
- Learn To Live Again single (2013)
- Rise Up (2013) versão japonesa com a faixa Bônus "Victorious"